# Friedensdenkmal (München)
Het Friedensdenkmal ("Vredesmonument") is een in 1899 onthuld monument in de Münchense wijk Bogenhausen. In de volksmond wordt het ook wel Friedensengel ("Vredesengel") genoemd. Het was een samenwerkingsproject van de kunstenaars Heinrich Düll, Georg Pezold en Max Heilmaier.

## Geschiedenis en opbouw
Het Friedensdenkmal is gebouwd om de vijfentwintigjarige vrede na de Frans-Duitse Oorlog (1870-71) te gedenken. De eerste steen werd gelegd op 10 mei 1896. Op 16 juli 1899 werd het monument onthuld.
De Friedensengel staat in het Maximilian Park, net ten oosten van de rivier de Isar. Vanuit zowel het noordwesten en als het zuidoosten gezien splitst de Prinzregentenstrasse zich net vóór de Friedensengel.
Vanuit het noordwesten gezien bestaat het monument uit een fontein met daarachter aan weerszijden trappen die naar een plateau leiden. Op dat plateau staat een tempeltje met onder meer portretten van de Duitse keizers Wilhelm I, Frederik III en Wilhelm II, de Beierse vorsten Lodewijk II, Otto I en Luitpold, rijkskanselier Von Bismarck en de generaals Von Moltke, Von Roon, Von der Tann, Von Hartmann en Von Pranckh. Het tempeltje bevat ook mozaïeken met allegorische voorstellingen.

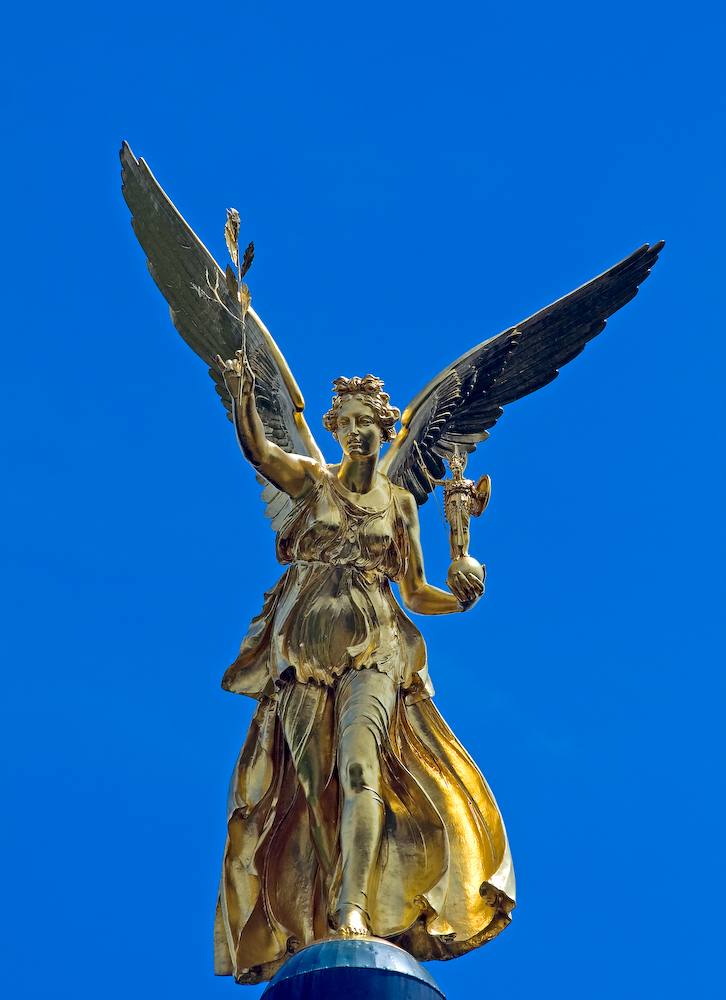
Beeld van Vredesengel bovenop zuil

Op het tempeltje staat een zuil in Korinthische stijl. Op de zuil ten slotte staat een 6 meter hoog verguld beeld van een vrouw, de Vredesengel. Het is een replica van het beeld van de godin Nikè van de klassieke beeldhouwer Paionios.